# حشیش

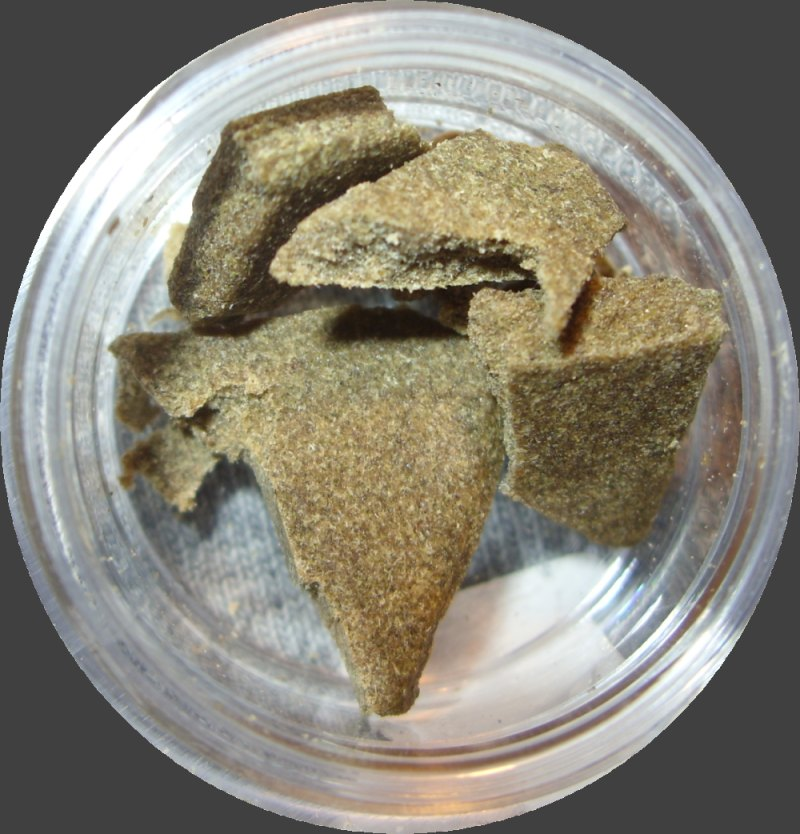
چند تکه حشیش

حشیش، بنگ یا چَرس ماده‌ای‌ست که از صمغ گیاه شاه‌دانه به‌دست می‌آید. تفاوت حشیش با ماری‌جوآنا در این است که ماری‌جوانا از برگ و گل خشک‌شدهٔ گیاه شاه‌دانه حاصل می‌شود. گُل یا ماری جوآنا همان‌طور که از نام آن پیداست از گل و برگ‌های بالای گیاه کاملاً بالغ شاهدانهٔ ساتیوا تهیه می‌شود. برگ‌های این نوع از شاهدانه سرسوزنی هستند. نشئگی حاصل از تدخین ماری جوآنا حدوداً سه تا شش برابر از دیگر بخش‌های شاهدانهٔ ساتیوا و دیگر انواع گیاه شاهدانه بیشتر است.

## معرفی
ترکیبات مؤثر در حشیش کمابیش همان ترکیبات سایر قسمت‌های گیاه شاهدانه با خلوص بالاتر است. برگ و جوانه این گیاه گراس نامیده می‌شود. روغنی که از صمغ شاهدانه تهیه می‌شود، نوع خالصی از ماده سایکواکتیو تی‌اچ‌سی محسوب می‌شود که از شاهدانه به دست می‌آید. تأثیر حشیش، ناشی از تتراهیدروکانابینول (THC) است که یک انتئوژن به‌شمار می‌رود.
روش‌های گوناگونی برای مصرف حشیش وجود دارد. کشیدن حشیش با استفاده از چپق، قرار دادن بر روی قاشق داغ، به روش چیلیم و شایع‌تر از همه به صورت سیگاری در ترکیب با تنباکو یا گراس است. در کشور افغانستان نوعی مخلوط نوشیدنی از مواد مختلف و روغن شاهدانه ماده می‌سازند و مصرف می‌کنند که تأثیرات متفاوت از مصرف تدخینی است و از مدت اثر بیشتری برخوردار است.
بزرگ‌ترین مراکز تولید حشیش در جهان، کشورهای نیجریه، جامائیکا، کلمبیا، مکزیک، افغانستان، مراکش و پاراگوئه هستند و استرالیا، ایالات متحده آمریکا و کانادا هم بیشترین تعداد مصرف‌کنندگان حشیش و گراس را در خود جای داده‌اند.

### نام‌های دیگر
- اصطلاحات عامیانه (به جای حشیش): بنگ، سیگاری، پنیر، گرس، چرس، واکس، واکس گوش، روغن عسل، گانجا، مری جین، همپ، گل و بته فقیری.[۵]
- بنگ: به سرشاخه‌های گل‌دار یا به‌میوه‌نشسته و خشک‌شده بوته شاهدانه هم می‌گویند.
- چرس: حشیشی که از رزین آماده شده از سرشاخه‌های گل‌دار و به میوه نشسته گیاه بالغ شاهدانه تهیه می‌شود و از انواع دیگر آن مرغوب‌تر است.[۱]

## تاریخچه
حشیش در سده‌های میانه در جهان اسلام در ابعاد وسیعی مورد مصرف بود. کشیدن حشیش احتمالاً قبل از آشنایی با توتون رایج شده است. یافته‌های باستان‌شناسانه در اتیوپی استعمال حشیش به وسیله قلیان در سده چهاردهم میلادی را نشان می‌دهد. البته سابقه مصرف دارویی حشیش در شرق مدیترانه به اواخر هزاره دوم پیش از میلاد بازمی‌گردد. در تاریخ معاصر خاستگاه حشیش افغانستان(۷۸٪) و پاکستان(۱۶٪) است. حشیش در این دوران (هزاره دوم پیش از میلاد) به عنوان دارویی برای آسان ساختن زایمان مورد استفاده بود. بقایای تتراهیدروکانابینول در گورستانی متعلق به سده چهارم میلادی در نزدیکی اورشلیم پیدا شده است. حشیش و سایر داروهای مخدر در جوامع مسلمان، جایگزینی برای مشروبات الکلی بودند که ممنوع اعلام شده‌بود.

### حشیش در ایران باستان
منگ یا بنگ (هندی: भांग، bʱa:ŋɡ) مادهٔ مخدری بوده است که در ایران باستان در پزشکی و نیز در مراسم مذهبی مورد استفاده قرار می‌گرفته است. در اوستا این واژه به صورت بنگهه و در زبان سانسکریت بهنگا و در زبان پهلوی به منگ برگردانیده شده است. در وندیداد آمده، کسی کنیزی را آبستن کرد و آن مرد گفت چارهٔ کار را از پیرزنی بپرسید و آن زن نیز برای تباه کردن بچه، برای او منگ یا داروی دیگر آورد. هم مرد و هم کنیز و هم پیرزن گناهکار هستند. در بندهشن، منگ داروئی است که نخستین جانور سودمند پیش از آنکه گرفتار خشم اهریمن گردد به‌وسیلهٔ آن نابود گردید. در ارداویراف‌نامه آمده که موبدان به ارداویراف مقدس برای سیر در جهان دیگر، می و منگ دادند و او سیر خود را در جهان دیگر آغاز کرد و پس از بازگشت گزارش خود را به همکیشان داد.

### حشیش در دورهٔ جمهوری اسلامی ایران
در ایران امروز مادهٔ مخدر مصرفی بیشتر معتادان تریاک/شیره تریاک و در کل مشتقات افیونی مانند متادون، ترامادول و شربت تریاک یا همان تنتور افیون(به انگلیسی: Opium Tincture) است برخی جوانان حتی به کدئین و اکسی‌کدون که البته کمیاب است نیز معتاد شده‌اند. حشیش نیز رواج بسیار زیادی یافته است که البته بیش از ۷۰ درصد مصرف‌کنندگان آن جوان و حتی نوجوان بوده و در بازهٔ سنی بین ۱۵ تا ۴۲ سال قرار دارند. مسئلهٔ کاهش سن اعتیاد در ایران اغلب به همین مادهٔ مخدر پیوند می‌خورد. در چند دههٔ اخیر تقریباً می‌توان گفت مصرف حشیش جای مخدرهایی چون شیشه/کریستال و حتی هروئین را گرفته است. امروزه بیشتر افراد معتاد در ایران تریاک مصرف می‌کنند و می‌توان گفت که حشیش در جایگاه دوم قرار دارد.

### در افغانستان
۲۲۴ هزار هکتار از مساحت ۶۴ میلیون هکتاری افغانستان زیر کشت چرس است. همچنین چرس یکی از اصلی‌ترین منابع تأمین درآمد برای گروه‌های مسلح این کشور مانند طالبان است.
جزای قاچاق چرس در قانون مبارزه با مواد مخدر افغانستان:
- اگر کسی کمتر از ۱۰ گرم چرس انتقال بدهد کمتر از یک ماه زندانی می‌شود.
- اگر بین ۱۰ تا ۱۰۰ گرم انتقال بدهد، یک تا دو ماه زندان می‌رود.
- انتقال بین ۱۰۰ تا ۵۰۰ گرم چرس، دو تا سه ماه زندان دارد.
- برای انتقال ۵۰۰ گرم تا پنج کیلوگرم چرس شش ماه تا یک سال زندان پیش‌بینی شده است.
- انتقال بیش از پنجاه کیلوگرم چرس جزء جرایم سنگین است.

در افغانستان نهادهای متعددی از جمله ادارهٔ پلیس مبارزه با مواد مخدر از بخش معاونیت وزارت امور داخله برای مبارزه با مواد مخدر فعالیت می‌کنند. این اداره می‌گوید دلیل اصلی رواج استفاده و قاچاق چرس در افغانستان جزای سبکی است که در برابر آن پیش‌بینی شده است. همچنین اگر کسی به خاطر انتقال و قاچاق چرس بازداشت شود، زود رها می‌شود.

### اثرات کوتاه مدت استفاده از حشیش
اثرات کوتاه مدت مصرف حشیش عبارتند از:
آرامش.
احساس تغییر در احساسات و عواطف.
احساس خوشحالی و خوشبختی.
تحریک اعصاب و حواس چندگانه مانند بینایی، شنوایی، بویایی و …
احساس کند شدن زمان.
احساس انفعال و تنبلی.
افزایش سطح اجتماعی شدن در فرد.
کاهش ترس و عوامل بازدارندهٔ رفتارهای ناهنجار.

### اثرات دراز مدت اعتیاد به حشیش
افرادی که به‌طور درازمدت از حشیش یا سایر محصولات شاهدانه استفاده یا سوءاستفاده می‌کنند ممکن است مشکلات زیر را داشته باشند:
کاهش مقاومت در برابر بیماری‌های رایج مانند سرماخوردگی، آنفلوانزا و برونشیت.
مسائل مربوط به رشد نوجوانان.
ساختار غیرطبیعی سلولی و تقسیم سلولی.
کاهش تولید تستوسترون و کاهش عملکرد جنسی.
مشکلات تنفسی.
مسائل عاطفی و روانی که شامل بی‌تفاوتی، کمبود انگیزه، افسردگی و افزایش خطر ابتلا به روان‌پریشی می‌شود.
تغییرات در خلق و خو و شناخت.
بسیاری از این مشکلات ممکن است در طول زمان باقی بمانند و حتی تشدید شوند.

## عوارض جانبی حشیش
عوارض جانبی حشیش مشابه عوارض ماری‌جوآنا است و می‌تواند هم از نظر روانی و هم از نظر جسمی مؤثر باشد.
برخی از عوارض مصرف حشیش عبارتند از:
اختلال در جهت‌یابی و یافتن مسیر.
حالت تهوع، استفراغ و گرفتگی معده.
از دست دادن قابل توجه هماهنگی حرکتی اعضای بدن مانند راه رفتن.
تغییرات در تنفس.
افزایش ضربان قلب و فشار خون و خطر مشکلات قلبی-عروقی (مانند حملهٔ قلبی).
خواب‌آلودگی شدید.
افزایش اشتها و افزایش وزن.
افزایش پتانسیل درگیر شدن در حوادث به دلیل از دست دادن هماهنگی و تصمیم‌گیری ضعیف.
افسردگی.
اضطراب، حملات پانیک، سردرگمی و احساس از دست دادن کنترل.
ناتوانی در تصمیم‌گیری صحیح.

## وابستگی به حشیش
اصطلاح وابستگی دیگر برای نشان دادن اعتیاد یا اختلال مصرف مواد (اصطلاح بالینی ترجیحی فعلی) استفاده نمی‌شود. وابستگی فیزیکی به سازگاری فیزیولوژیکی بدن با حضور دارو اشاره دارد. پس از ایجاد وابستگی فیزیکی، علائم ترک با کاهش سطوح این ماده در سیستم فرد رخ می‌دهد. اگرچه بسیاری از منابع در گذشته انکار می‌کردند که محصولات شاهدانه می‌تواند رفتارهای اعتیادآور جدی ایجاد کند، بسیاری از سازمان‌های ملی مانند مؤسسهٔ ملی سوءمصرف مواد مخدر و انجمن روان‌پزشکی آمریکا اکنون ایجاد اختلالات مصرف مواد مربوط به محصولات شاهدانه را یک واقعیت می‌دانند. انجمن روان‌پزشکی آمریکا به‌طور رسمی معیارهای تشخیصی مرتبط با اختلال مصرف حشیش (یا اختلال مصرف حشیش) را فهرست می‌کند. برخی از این معیارها عبارتند از:
تجربه‌های ناموفق بسیار از تلاش‌های ناموفق برای کنترل یا کاهش استفاده از حشیش.
مشکلات مالی مرتبط با مصرف حشیش و خرید محصولات حشیشی.
مشکلات مربوط به شغل، روابط شخصی، یا تحصیل در نتیجهٔ استفاده از حشیش.
مشکلات مربوط به سلامتی جسمی یا روانی فرد در نتیجهٔ مصرف حشیش.
هوس نسبتاً زیاد برای استفادهٔ مجدد از حشیش.
ادامهٔ استفاده از حشیش حتی اگر استفاده از آن پیامدهای منفی زیادی دارد.
هنگامی که به مصرف بیش از حد حشیش اشاره می‌شود، به شدت عصبانی یا حالت تدافعی می‌گیرند.
بالا رفتن مقاومت بدن در استفاده از حشیش.

## علائم ترک حشیش
هنگامی که به‌طور مزمن از محصولات شاهدانه استفاده شود، اغلب منجر به تجربهٔ علائم ترک پس از قطع دارو می‌شوند. علائم ترک حشیش عبارتند از:
تحریک‌پذیری.
اضطراب.
بی‌خوابی.
کابوس دیدن در خواب.
از دست دادن اشتها/کاهش وزن.
هوس شدید مصرف مجدد حشیش.

### اثر بر سلامت
مطالعات و تحقیقات نشان می‌دهد که رشد طبیعی یک جنین به‌وسیلهٔ مصرف مرتب حشیش یا ماری‌جوآنا به‌وسیلهٔ مادر در دوران بارداری می‌تواند به‌طور جدی آسیب ببیند. آزمایش بر روی حیوانات نشان داد که نوزادان حیوانات آزمایشگاهی که در دوران بارداری تحت مصرف این ماده قرار گرفته بودند، دارای برخی از ناهنجاری‌ها و رفتار غیرعادی بودند.